# Ассоциация частных и народных музеев России
Ассоциация частных и народных музеев России (до августа 2021 года — Ассоциация частных музеев России) — некоммерческая организация, объединяющая на добровольной основе частные музеи России и музейных специалистов.
Ассоциация отстаивает интересы музейного сообщества, независимых коллекционеров и собирателей, работает площадкой для диалога и обмена опытом в области частного музейного дела.

## История
Межрегиональное объединение частных музеев России официально зарегистрировано в 2018 году.
В 2020 году на очередном съезде музейного сообщества была принята Хартия ассоциации, которую подписали 19 музеев. В состав ассоциации входит более 500 музеев из 85 регионов России. Участниками ассоциации могут быть юридические и физические лица.
В конце 2020 — начале 2021 года произошли организационные изменения, было сообщено о переходе на волонтерский режим работы. Часть музеев тогда же изъявили желание создать новую независимую организацию «Союз музеев и коллекционеров».
С момента учреждения ассоциацию возглавляет Алексей Шабуров, директор Современного музея каллиграфии в России и президент Музейно-просветительского комплекса «Сокольники».

## Деятельность
Объединение работает над совершенствованием нормативно-правовой базы музейной деятельности, взаимодействием с государственными музеями, над развитием туристической инфраструктуры и включением новых музеев в музейные маршруты. Ассоциация занимается созданием информационного ресурса, собирающего сведения о культурных ценностях из фондов частных институций. В 2019 году при поддержке Министерства культуры России и Международного совета музеев (ИКОМ России) организовала выставку «Частные музеи России. Самородки России» в Сокольниках, в 2020 году проводила онлайн-конференцию «Частные музеи 2020: Третьяковы XXI века».
Издан каталог российских частных музеев на 3-х языках (русском, английском, китайском). Свыше 500 музеев сегментированы по профильным тематическим группам: этнографические, военно-исторические музеи, общеисторические, изобразительных искусств, историко-бытовые, декоративно-прикладного искусства, народного искусства, политической истории, естественнонаучные. Каталог ежегодно обновляется. На базе каталога Министерство культуры создает реестр частных музеев с целью развития государственного и частного партнерства в сфере сохранения культурных ценностей.
В 2020 году после музейного локдауна Министерство культуры РФ, Союз музеев России и Ассоциация частных музеев разработали программу развития частных музеев России, рассчитанную на 2021—2023 годы. Итоговый документ носит рекомендательный характер для Министерства культуры и органов местного самоуправления. Представители ассоциации также входят в экспертный совет по отбору музейных единиц.
В 2021 году Министерство культуры совместно с объединениями туристической индустрии запустило новый проект «Музейные маршруты России», где Ассоциация частных музеев России принимает участие. Для идентификации музеев, оценки их туристической привлекательности и внесения в базу данных сотрудники совершают поездки по регионам России. Появляются небольшие фильмы о музейных коллекциях, которые создаются добровольцами и размещаются на YouTube-канале ассоциации, ежеквартально выпускается журнал «Частные музеи России».

## Музеи, входящие в ассоциацию
Согласно списка, опубликованного на сайте ассоциации, по состоянию на апрель 2024 года в неё входит 612 музеев из 85 регионов России.